# Pemanos (Galécia)

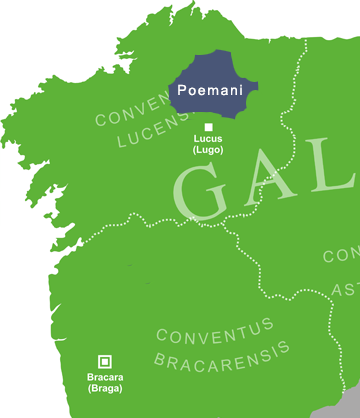
Localização aproximativa dos pemanos na província romana da Galécia

Os Pemanos (em latim: Poemani)  eram uma antiga tribo galaica do Convento Lucense que vivia no centro-norte da atual Galiza, na região da Terra Chá. São conhecidos por uma inscrição encontrada na antiga muralha de Lugo. Segundo alguns autores, a sua relação com uma tribo germânica é possível, uma vez que o altar dedicado a Pemana encontrado em Lugo é a deusa protetora da tribo germânica dos pemanos,   que assim se teriam instalados na província de Lugo. Outros autores contestam essa ideia, pelo facto de se tratar duma única inscrição encontrada na antiga muralha da cidade de Lugo, já tardia, e que poderá ser um altar deixado por uma pessoa de passagem ou um funcionário romano de origem germânica em serviço na capital do convento.